# Ubaldesca Taccini
Ubaldesca Taccini, conocida también como Waldesca (Calcinaia, República de Pisa, 1136 - Pisa,  28 de mayo de 1206), fue una monja católica italiana, miembro de la Orden de Malta. Es venerada no oficialmente por la Iglesia católica, pero sí por la Orden de Malta y el pueblo de Pisa.

## Biografía
Nació en una familia modesta en Calcinaia, a los 15 años marchó a Pisa e ingresó a la Orden de San Juan de Jerusalén, para ayudar a los enfermos y pobres. Fue conocida por hacer milagros con el agua en un pozo del hospital, convirtiendo el agua en vino, además de ser una persona humilde y dedicada a la caridad. Falleció tras haber servido por monja durante 50 años, sus restos se encuentran en la iglesia de Santa Ubaldesca de Paola, Malta.